# Гоенфельде (Штайнбург)
Гоенфельде (нім. Hohenfelde) — громада в Німеччині, розташована в землі Шлезвіг-Гольштейн. Входить до складу району Штайнбург. Складова частина об'єднання громад Горст-Герцгорн.
Площа — 17,94 км2. Населення становить 890 ос. (станом на 31 грудня 2020).